# Malabar (sopka)
Malabar je dlouhodobě nečinná (možná vyhaslá) sopka na indonéském ostrově Jáva, asi 35 km jižně od města Bandung. Masiv 2 343 m vysokého stratovulkánu je tvořený převážně andezitem a čedičem. Kdy došlo k poslední erupci, není známo. Odhady hovoří o začátku holocénu.